# Caffè latte

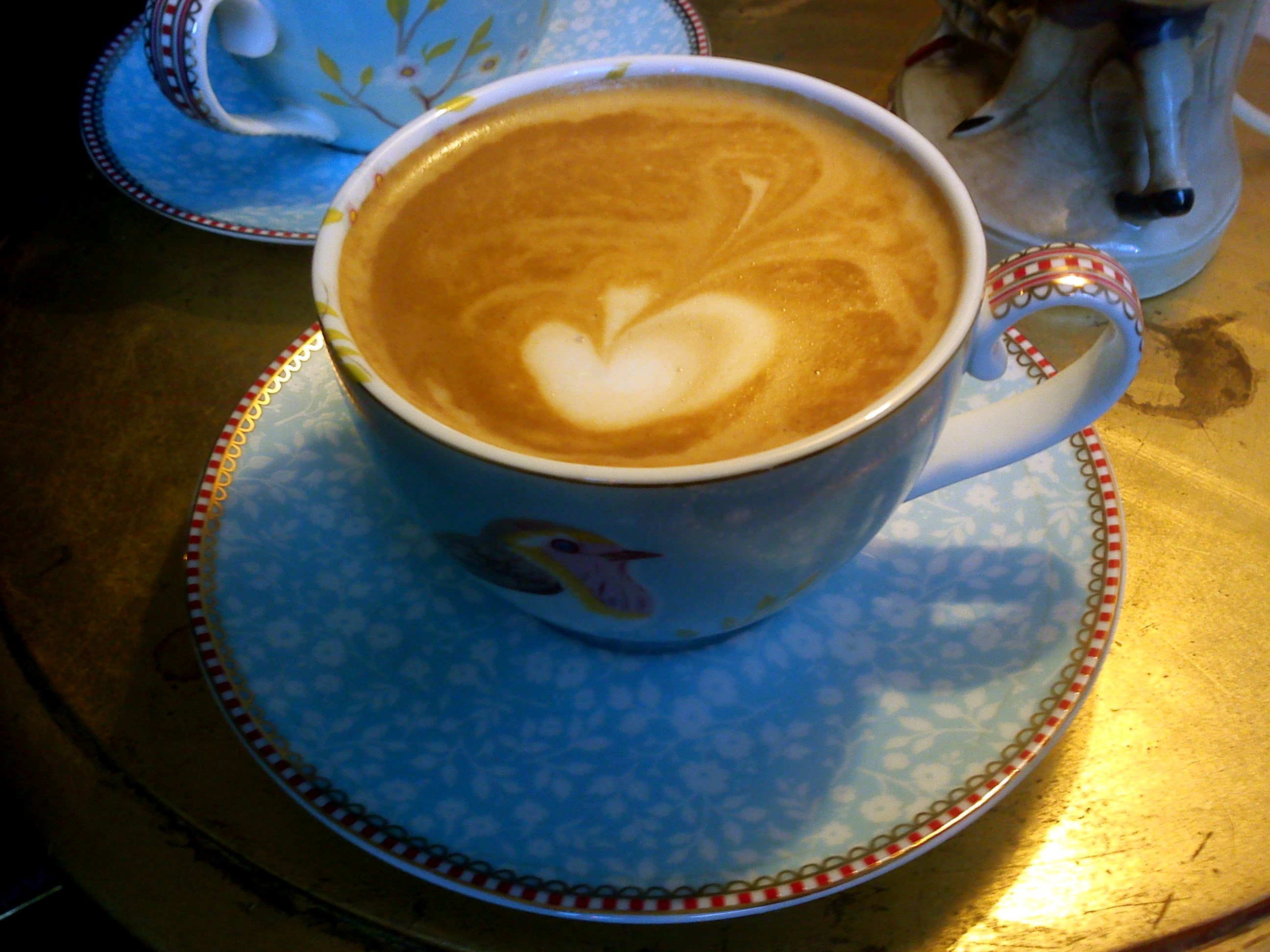
Caffè latte

Een caffè latte of latte (Italiaans voor melk) is een in veel Europese en Amerikaanse gelegenheden geserveerde koffiedrank, gemaakt met espresso en warme melk. Vermoedelijk ligt de oorsprong in de Verenigde Staten, waar de drank uitgevonden zou zijn om de  espresso uit de opkomende koffiemachines wat te verzachten. In Italië wordt de term niet of nauwelijks gebruikt. Wie daar latte bestelt, krijgt melk.
In veel Noord-Europese landen wordt het wel aangeduid als café au lait, die eveneens aan het eind van de 20e eeuw zou zijn ontstaan, in delen van Frankrijk als grand crème en in Duitsland als Milchkaffee.
Sommige barista's verstaan de kunst om de melk zodanig aan de koffie toe te voegen dat er ware kunstwerkjes ontstaan. Deze techniek wordt latte art genoemd.